# Djefatnebti
Djefatnebti (Ḏf3t(.j) Nbty, "[El meu] menjar són les Dues Dames") va ser una reina egípcia de finals de la III Dinastia. Se suposa que va ser esposa del darrer rei d'aquesta dinastia, Huni. Se'n desconeix el lloc d'enterrament.

## Identitat
| G16 | I10 · I9 | G1 | t | B7 |

| G16 | I10 · I9 | G1 | t | B7 |

El nom de Djefatnebti apareix en una única inscripció de tinta negra sobre un pot de cervesa de terrissa, que va ser trobat a l’angle est d'Elefantina.

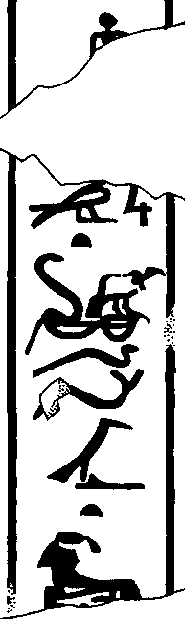
Inscripció amb el nom de la reina (centre inferior).

En total s'hi van trobar tres inscripcions. La primera esmenta l'"any dels seguidors d'Horus" i la fundació d'un edifici del que se n'ha perdut el nom. La segona esmenta l'"any de la segona vegada dels seguidors d'Horus" i un "onzè temps de recompte dels camps a Heliòpolis". La tercera conté la notació "el Rei de l'Alt i el Baix Egipte apareix", la "tercera lluita contra els lladres" i la mort de Djefatnebti. Atès que el "recompte dels camps" es realitzava com a recaptació d'impostos cada dos anys, la inscripció del got de cervesa data del 22è any de govern del rei sense nom. Per tant, la mort de Djefatnebti podria haver-se produït poc abans o poc després de la creació de la inscripció.

## Datació
La inscripció assigna a Djefatnebti el títol femení Weret-hetes (que significa "Gran del ceptre d'Hetes"), que era un títol comú per a les reines del període de l'Regne Antic. Per tant, és almenys segur que Djefatnebti era una reina de finals de la III Dinastia. L'egiptòleg Günter Dreyer està convençut que Djefatnebti estava casada amb Huni, ja que no s'ha demostrat que cap altre rei de la III Dinastia hagi governat més de 22 anys. Tanmateix, aquesta teoria no s'accepta de manera generalitzada perquè la inscripció no menciona Huni pel seu nom.